# Nevermind
Nevermind é o segundo álbum de estúdio da banda estadunidense de rock Nirvana, lançado em 24 de setembro de 1991 pela DGC Records. Produzido por Butch Vig, foi o primeiro álbum de Nirvana a ser lançado pelo selo DGC, e o primeiro álbum da banda com a participação do baterista Dave Grohl. O vocalista da banda Kurt Cobain procurou fazer música fora dos limites restritivos da cena grunge de Seattle, tendo influência de grupos como os Pixies e sua dinâmica "calmo/barulhento" nas canções. 
Apesar da baixa expectativa de vendas por parte da banda e da gravadora, Nevermind se tornou um surpreendente sucesso ao final de 1991, em grande parte devido à popularidade de seu primeiro single, "Smells Like Teen Spirit". Em janeiro de 1992, desbancou o álbum Dangerous de Michael Jackson do primeiro lugar das paradas da Billboard 200. Curiosamente, foi lançado no mesmo dia do álbum Blood Sugar Sex Magik da banda de rock Red Hot Chili Peppers. O álbum do Nirvana também gerou outros singles de sucesso como: "Come As You Are", "Lithium" e "In Bloom". A Recording Industry Association of America (RIAA) certificou o álbum com disco de diamante (ao menos 10 milhões de cópias expedidas), o álbum vendeu mais de 35 milhões de cópias no mundo. Nevermind  foi o maior responsável por trazer tanto o rock alternativo quanto o grunge para o grande público, e foi classificado entre os maiores álbuns de todos os tempos por revistas como Rolling Stone e Time.

## Antecedentes
O Nirvana havia lançado seu álbum de estreia Bleach em 1989, pela gravadora independente Sub Pop, e com Chad Channing na bateria. No entanto, a banda estava insatisfeita com Channing e procurava outro baterista. Durante uma apresentação da banda Scream em São Francisco (EUA), em 1990, Kurt Cobain ficou impressionado com o baterista Dave Grohl, dizendo que "esse é o tipo de baterista que precisamos". Pouco depois, Cobain e Novoselic convidaram Grohl para Seattle, onde ele chegou no dia 21 de setembro de 1990, e, no dia seguinte assistiu a uma apresentação do Nirvana com Dan Peters provisoriamente na bateria. Dias depois, Grohl tocou com a banda numa sessão de estúdio e passou a integrar o Nirvana. Novoselic disse, em retrospecto, que, quando Grohl entrou para a banda, tudo "ficou no lugar".
Enquanto isso, Cobain estava compondo canções novas. Na época, ele estava ouvindo bandas como The Melvins, R.E.M., The Smithereens e os Pixies. Sentindo-se desiludido com o rock pesado e dissonante da cena grunge de Seattle, sob a qual foi criada a imagem da Sub Pop, Cobain, inspirado pelo que ouvia à época, começou a compor canções mais melódicas. Um momento chave foi o single "Sliver", lançado em 1990 pela Sub Pop (antes de Grohl se juntar à banda), sobre o qual Cobain comentou que "era como uma afirmação, de certa forma. Eu tive que compor uma canção pop e lançá-la como um single para preparar as pessoas para o próximo disco. Eu queria escrever mais canções como esta". Grohl disse que naquele momento a banda fazia a analogia de comparar sua música à música infantil, em que o grupo tentou fazer suas canções de um modo mais simples possível.
No início da década de 1990, a Sub Pop estava passando por dificuldades financeiras. Após rumores de que a Sub Pop assinaria um contrato para se tornar uma subsidiária de uma grande gravadora, a banda decidiu "cortar o intermediário" e ir para uma grande gravadora. Diversas gravadoras procuraram o grupo, mas o Nirvana por fim assinou com o selo DCG Records, da Geffen Records, com base em repetidas recomendações de Kim Gordon, do Sonic Youth (uma influente banda de rock alternativo, que o Nirvana idolatrava) e seu empresário da Gold Mountain.

## Gravação e produção

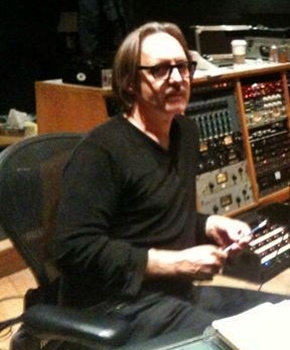
O Nirvana escolheu Butch Vig como produtor de Nevermind após sugestões de sua antiga gravadora Sub Pop.

No início de 1990, o Nirvana começou a planejar seu segundo álbum pela Sub Pop, provisoriamente intitulado Sheep. Para o álbum, Bruce Pavitt, chefe da Sub Pop, sugeriu Butch Vig como produtor do disco. O grupo havia particularmente gostado do trabalho de Vig com a banda Killdozer e contatou Vig para lhe dizer "queremos soar pesados como esse álbum". Em abril do mesmo ano, a banda viajou para os Smart Studios de Vig, em Madison, Wisconsin (EUA), onde começaram a trabalhar o álbum. A maioria dos arranjos básicos das canções foram finalizados nessa época, mas Cobain ainda trabalhava nas letras, e a banda não tinha certeza de quais canções iriam gravar. Por fim, oito músicas foram gravadas: "Immodium" (mais tarde renomeada "Breed"), "Dive" (posteriormente lançada como o lado-B de "Sliver"), "In Bloom", "Pay to Play" (depois renomeada "Stay Away" e com nova letra), "Sappy", "Lithium", "Here She Comes Now" (lançada em Velvet Underground Tribute Album: Heaven and Hell Volume 1, e também num single dividido com a banda Melvins) e "Polly". A banda havia planejado gravar mais faixas, mas Cobain desgastou severamente sua voz em "Lithium", forçando o Nirvana a encerrar as gravações. Foi dito a Vig que o grupo retornaria para gravar mais canções, mas não ouviu nada por algum tempo. Em vez disso, a banda usou as sessões de gravação como demo tape para negociar com nova gravadora. Dentro de alguns meses, as fitas estavam circulando entre as grandes gravadoras, causando repercussão em torno da banda.
Depois de assinar com a DGC Records, foram sugeridos alguns produtores para o álbum, como Scott Litt, David Briggs e Don Dixon, mas o Nirvana ainda queria Butch Vig. Krist Novoselic observou em 1991 que a banda já estava nervosa por gravar um álbum numa grande gravadora, e os produtores sugeridos pela DGC queriam ganhos percentuais para poderem trabalhar no álbum. Em vez disso, a banda manteve Vig, com quem se sentiam confortáveis para trabalhar. Com um orçamento de 65 mil dólares, o Nirvana gravou o Nevermind nos Sound City Studios, em Van Nuys, na Califórnia (EUA), entre maio e junho de 1991. A banda inicialmente iria gravar o álbum entre março e abril de 1991, mas a data das gravações foi adiada diversas vezes, apesar da ânsia da banda para começar as sessões. Para ganhar dinheiro para chegar a Los Angeles, o Nirvana fez um concerto em que tocaram "Smells Like Teen Spirit" pela primeira vez. A banda enviou a Vig algumas fitas dos ensaios feitos antes das sessões de gravação, que contavam com músicas gravadas anteriormente nos Smart Studios, juntamente com novas faixas, incluindo "Smells Like Teen Spirit" e "Come as You Are".
Quando chegaram na Califórnia, o Nirvana teve alguns dias de pré-produção em que, juntamente com Vig, ajustaram alguns arranjos das canções. A única gravação trazida das sessões dos Smart Studios foi a canção "Polly", na qual Chad Channing tocava pratos. Uma vez que as gravações do disco começaram, a banda trabalhou entre oito e dez horas por dia. Os membros da banda tendiam a tentar o instrumental duas ou três vezes; se, então, as tomadas não fossem satisfatórias, eles mudavam de canção. O grupo tinha ensaiado as músicas muitas vezes antes de as sessões de gravação começarem, por isso frequentemente poucas tomadas foram necessárias. Cobain usou uma variedade de guitarras, de stratocasters a jaguars, e Novoselic usou baixos Gibson Ripper preto de 1979 e um natural de 1976. Novoselic e Grohl terminaram suas partes de baixo e da bateria em questão de dias, mas Cobain teve que trabalhar mais na sobreposição das guitarras, em seu canto e, particularmente, nas letras das canções (que, às vezes, eram terminadas poucos minutos antes das gravações). O fraseado de Cobain era tão consistente em várias tomadas que Vig as mixava juntas para criar as sobreposições. Vig teve que se utilizar de artifícios para conseguir que Cobain gravasse tomadas adicionais de sobreposição no disco, já que Cobain era avesso a executar múltiplas tomadas. O produtor convenceu Cobain a dobrar os vocais em "In Bloom" dizendo-lhe que "John Lennon fez isso". Embora as sessões de gravação tenham sido geralmente tranquilas, Vig disse que Cobain por vezes ficava mal-humorado e difícil: "Ele ficava ótimo por uma hora, então ele se sentava em um canto e não dizia nada por uma hora".
Após as sessões de gravação serem concluídas, Vig e a banda partiram para a mixagem do álbum. Entretanto, depois de poucos dias, tanto Vig quanto os membros da banda perceberam que estavam descontentes com os resultados das mixagens. Então decidiram chamar alguém para supervisionar a mixagem, com a DGC Records fornecendo uma lista de opções possíveis. A lista continha vários nomes conhecidos, incluindo Scott Litt (conhecido por seu trabalho com o R.E.M.) e Ed Stasium (conhecido por seu trabalho com The Smithereens). Contudo, Cobain temia que trabalhar com esses nomes conhecidos tornaria o som do álbum parecido com os destas bandas. Em vez disso, Cobain escolheu Andy Wallace — que co-produzira o álbum de 1990 do Slayer, Seasons in the Abyss —, que constava no fim da lista. Novoselic lembrou: "Nós dissemos, 'tudo bem', porque os discos do Slayer eram muito pesados". Wallace mixou as músicas em várias caixas de efeitos especiais e ajustou os sons da bateria, completando cerca de uma mixagem por dia. Wallace e Vig observaram, anos mais tarde, que, ao ouvir o trabalho de Wallace, a banda adorou as mixagens. Após o lançamento do álbum, no entanto, os membros do Nirvana expressaram insatisfação com o som polido da mixagem. Cobain disse em Come As You Are, "Olhando em retrospecto para produção de Nevermind, eu fico constrangido com isso agora. Está mais perto de um disco de Mötley Crüe que um disco de punk rock".
Nevermind foi masterizado na tarde de 02 de agosto em The Mastering Lab, em Hollywood. Howie Weinberg começou a trabalhar sozinho quando ninguém mais apareceu na hora marcada no estúdio; no momento em que o Nirvana, Andy Wallace, e Gary Gersh chegaram, Weinberg já havia masterizado a maior parte do álbum. Uma das canções masterizadas na sessão, uma faixa oculta intitulada "Endless, Nameless", destinada a aparecer no final de "Something in the Way" nas versões em CD do álbum, foi acidentalmente excluída das prensagens iniciais. Weinberg lembrou: "No começo, foi um pedido apenas verbal para que se colocasse a faixa no final. Talvez eu tenha interpretado mal as instruções, assim pode-se dizer que foi erro meu, se quiser. Talvez eu não tenha anotado quando o Nirvana ou a gravadora disseram para fazer isso. Assim, quando foram prensadas as primeiras vinte mil cópias em CDs, ou mais, a faixa não estava lá". Quando a banda descobriu a omissão da música depois de ouvir uma cópia do álbum, Cobain ligou para Weinberg e pediu que ele corrigisse o erro. Weinberg atendeu e acrescentou cerca de dez minutos de silêncio entre o fim de "Something in the Way" e o início da faixa oculta nas prensagens posteriores do álbum.

### Arte da Capa
A capa do álbum mostra um bebezinho nu, Spencer Elden, nadando debaixo d'água com uma nota de um dólar americano em um anzol, na frente dele, fora de seu alcance. De acordo com Cobain, ele concebeu a ideia enquanto assistia a um programa de televisão sobre partos na água com Grohl. Cobain mencionou isso ao diretor de arte da Geffen, Robert Fisher. Fisher encontrou algumas filmagens de nascimentos subaquáticos, mas eram muito explícitas para a gravadora usar. Além disso, o banco de fotos que controlava a foto de um bebê nadando que eles escolheram queria US$ 7.500 por ano para seu uso. Em vez disso, Fisher enviou um fotógrafo, Kirk Weddle, a uma piscina para bebês tirarem fotos. Resultaram cinco disparos e a banda decidiu-se pela imagem de Spencer Elden, de quatro meses, filho de um amigo de Weddle. Geffen estava preocupada que o pênis do bebê, visível na foto, fosse ofensivo, e preparou uma capa alternativa sem ele; eles cederam quando Cobain disse que o único acordo que ele aceitaria seria um adesivo cobrindo o pênis com os dizeres: "Se você está ofendido com isso, você deve ser um pedófilo enrustido." A capa já foi reconhecida como uma das capas de álbuns mais famosas da música popular. A imagem é geralmente entendida como uma crítica ao capitalismo. Poucos meses após a foto original do bebê, Kirk Weddle também fotografou a banda inteira debaixo d'água para um pôster promocional.
A contracapa traz a fotografia de um macaco de borracha em frente a uma colagem criada por Cobain. A colagem apresenta fotos de carne crua de um anúncio de supermercado, imagens do Inferno de Dante e fotos de vaginas doentes da coleção de fotos médicas de Cobain. Cobain observou: "Se você olhar bem de perto, há uma foto do Kiss no fundo, em cima de um pedaço de carne." As notas do encarte do álbum não contêm letras completas; em vez disso, o forro contém letras de músicas aleatórias e fragmentos líricos não utilizados que Cobain organizou em um poema.
Para os aniversários de 10, 17 e 25 do álbum, Elden recriou a foto da capa para os fotógrafos. Ele queria fazer a foto do 25º aniversário nu, mas o fotógrafo preferiu que ele usasse shorts de banho. Em 2003, ele apareceu na capa do álbum de cEvin Key, The Dragon Experience.
Em agosto de 2021, Spencer Elden processou o espólio de Cobain e os membros sobreviventes do Nirvana, alegando que o uso de sua imagem na capa do álbum foi feito sem o seu consentimento ou de seus tutores legais, e que a foto violava os estatutos federais de pornografia infantil, que resultou em "danos vitalícios". Elden disse que, ao se recusar a censurar a obra de arte com um adesivo, o Nirvana falhou em protegê-lo da exploração sexual infantil. Apesar disso, fotos não sexualizadas de bebês nus não são consideradas pornografia infantil de acordo com a lei dos EUA. O advogado de Elden, no entanto, argumenta que a foto ultrapassa os limites da pornografia infantil porque a inclusão de dinheiro faz com que o bebê pareça “um trabalhador do sexo”.
Por sua vez, a defesa da banda alegou que as acusações de Elden não tinham cabimento, uma vez que ele sempre se beneficiou financeiramente por ter sido o "bebê da capa", seja recriando-a ou vendendo cópias autografadas do disco. Em janeiro de 2022 a justiça da Califórnia decidiu rejeitar o processo.

## Música
Cobain, o principal compositor do Nirvana, desenvolveu as sequências de acordes usando principalmente power chords e compôs canções com ganchos pop e riffs dissonantes de guitarra. Sua meta era que o material de Nevermind soasse como "o Knack e o Bay City Rollers molestados pelo Black Flag e o Black Sabbath." Muitas das canções no Nevermind apresentam mudanças em suas dinâmicas, em que a banda altera estrofes calmas e refrões barulhentos. Dave Grohl disse que essa abordagem se originou durante um período de quatro meses antes da gravação do álbum, em que a banda experimentou com dinâmicas extremas durante sessões de ensaio.
A revista Guitar World escreveu: "o som da guitarra de Kurt Cobain no álbum Nevermind, do Nirvana, definiu o tom do rock na década de 1990".[carece de fontes?] No Nevermind, Kurt Cobain usou uma Fender Mustang da década de 1960, uma Fender Jaguar com captadores DiMarzio, e Fender Stratocasters com captadores humbucker na ponte. O guitarrista usou pedais de distorção e chorus como principais efeitos, o último destes usado para dar uma sonoridade "aquosa" em "Come As You Are" e no pré-refrão de "Smells Like Teen Spirit", por exemplo.

### Letras
Grohl contou que Cobain lhe disse "a música vem primeiro, a letra depois" e Grohl acredita que Cobain, acima de tudo, focava nas melodias. Cobain ainda trabalhava nas letras do álbum em sua gravação. Além disso, o fraseado de Cobain no álbum é, muitas vezes, difícil de entender. Vig afirmou que clareza no canto de Cobain não era primordial. Vig disse: "embora você não possa dizer muito bem sobre o que ele estava cantando, você sabia que era muito intenso." Cobain depois reclamaria dos jornalistas que tentavam decifrar o que ele cantava e o significado exato das letras, escrevendo: "por que diabos os jornalistas insistem em vir com uma análise freudiana de segunda classe das minhas letras, quando em 90% das vezes eles as transcrevem incorretamente?"[carece de fontes?]
Charles R. Cross afirmou em sua biografia de Kurt Cobain, Mais pesado que o céu, de 2001, que muitas das canções escritas para o Nevermind eram sobre o relacionamento disfuncional de Cobain com Tobi Vail. Depois que o relacionamento terminou, Cobain começou a escrever e pintar cenas violentas, muitas das quais revelavam ódio a si próprio e a outrem. As canções compostas nesse período eram menos violentas, mas ainda refletiam uma ira ausente nas canções anteriores. Cross escreveu: "nos quatro meses seguintes ao término do relacionamento, Cobain escreveria meia dúzia de suas canções mais memoráveis, todas elas sobre Tobi Vail. "Drain You" começa com o verso "One baby to another said I'm lucky to have met you" [Um disse ao outro 'tenho sorte de ter te conhecido'], citando o que Vail uma vez disse a Cobain, e o verso "It is now my duty to completely drain you" [é meu dever agora drená-lo completamente] se refere ao poder que Vail tinha sobre Cobain no relacioanamento. De acordo com Novoselic, "'Lounge Act'" é sobre Tobi", e a canção contém o verso "I'll arrest myself, I'll wear a shield" [vou prender a mim mesmo, vou usar um escudo] referindo-se à tatuagem da logomarca da K Records que Cobain tinha em seu antebraço para impressionar Vail. Embora "Lithium" tenha sido escrita antes de Cobain conhecer Vail, a letra da canção foi mudada em referência a ela. Cobain também disse em entrevista à revista Musician que "algumas de minhas experiências muito pessoais, como término com namoradas e ter maus relacionamentos, sentindo aquele vazio de morte que a pessoa na canção sente – muito solitário, doente."[carece de fontes?]

## Lançamento
| Críticas profissionais | Críticas profissionais |
| Avaliações da crítica  | Avaliações da crítica  |
| Fonte                  | Avaliação              |
| ---------------------- | ---------------------- |
| All Music Guide        | link                   |
| Rolling Stone          | link                   |

Nevermind foi lançado em 24 de setembro de 1991. As lojas de discos dos EUA receberam um carregamento inicial de 46.251 cópias, enquanto 35.000 cópias foram enviadas para o Reino Unido, onde Bleach tinha sido bem sucedido. O single principal "Smells Like Teen Spirit" tinha sido lançado no dia 10 de setembro com a intenção de se formar uma base de fãs de rock alternativo, enquanto o próximo single, "Come As You Are", seria a canção que possivelmente angariasse mais atenção. A banda partiu para uma pequena turnê americana quatro dias antes da data de lançamento para promover o álbum. A Geffen Records esperava que Nevermind vendesse por volta de 250.000 cópias, que era o mesmo nível que a gravadora tinha atingido com o álbum de estreia do Sonic Youth na Geffen, Goo. A melhor estimativa era de que se todos os envolvidos trabalhassem duro, o álbum poderia obter o certificado de disco de ouro em setembro de 1992.
O álbum estreou na Billboard 200 na posição de número 144. A Geffen enviou cerca de metade da prensagem inicial americana para o noroeste dos EUA, onde esgotou-se rapidamente e ficou indisponível por dias. A gravadora, então, enviou mais cópias à região para suprir a demanda, interrompendo a produção de outros álbuns. O Nevermind já vendia bem, mas, poucos meses depois, a banda foi crescendo significativamente, já que "Smells Like Teen Spirit" inesperadamente se tornava cada vez mais popular. O videoclipe da canção recebera estreia mundial no dia 29 de setembro de 1991, no programa noturno da MTV, 120 Minutes, mas logo se tornou tão popular que o canal passou a exibi-lo durante o dia. O álbum logo foi certificado com disco de ouro, mas a banda se mostrou relativamente desinteressada com a conquista. Novoselic relembra: "sim, eu fiquei feliz com isso. Foi bom. Mas não dou a mínima para esse tipo de conquista. É algo bom, eu acho."
Quando a banda saiu em turnê pela Europa no começo de novembro de 1991, o Nevermind entrou na Billboard Top 40 pela primeira vez, na posição de número 35. A esta altura, "Smells Like Teen Spirit" se tornara um autêntico sucesso e o álbum vendia tão rapidamente que superou todas as estratégias de comercialização da Geffen. O Nirvana viu, enquanto faziam turnê pela Europa no final de 1991, que os concertos ficavam perigosamente superlotados, equipes de televisão tornavam-se presença frequente nos palcos, e "Smells Like Teen Spirit" era quase onipresente nas rádios e canais musicais de TV.
Nevermind se tornou o primeiro álbum número um do Nirvana em 11 de janeiro de 1992, tirando Michael Jackson do topo das paradas da Billboard. A esta altura, Nevermind vendia 300.000 cópias por semana. "Come As You Are" foi finalmente lançada como segundo single do álbum em março de 1992, e também tornando-se um sucesso, chegando no nono lugar na UK Singles Chart, e no 32º lugar nas paradas de singles da Billboard Hot 100. Dois outros singles foram lançados do álbum: "Lithium" e "In Bloom", atingindo as posições de número 11 e 28, respectivamente, na UK Singles Chart.
Em novembro de 1991, Nevermind foi certificado com disco de ouro (500.000 cópias vendidas) e de platina (1.000.000 de cópias vendidas) pela Recording Industry Association of America (RIAA), e, em março de 1999, com disco de diamante (10 milhões de cópias vendidas). No Reino Unido, foi certificado com disco quádruplo de platina. No Brasil, o álbum foi certificado com disco de ouro (100.000 cópias vendidas) em 1993, e com disco de platina (250.000 cópias vendidas) em 1998, pela ABPD.
Em 2009, o Original Recordings Group relançou o Nevermind numa edição limitada em vinil azul de 180 g e em vinil preto de 180 g, com masterização e corte feitos por Bernie Grundman a partir das fitas analógicas originais. O relançamento foi elogiado em resenhas pela qualidade do som.

### EdiçõesDeluxeeSuper Deluxede 2011
Em setembro de 2011, em comemoração ao 20º aniversário do álbum, a Universal Music Enterprises relançou uma edição Deluxe em dois CDs e uma edição Super Deluxe em quatro CDs do Nevermind. O primeiro disco, em ambas as edições, contém o álbum original e as canções lançadas como lado-B nos singles. O segundo disco, em ambas as edições, contém gravações anteriores de sessões em que foram gravadas canções que posteriormente apareceriam no álbum, incluindo as sessões nos Smart Studios e alguns ensaios da banda. O disco 2 termina com duas sessões de gravação da BBC. O terceiro disco, exclusivo da edição superdeluxe, contém mixagens alternativas feitas por Butch Vig, chamadas de "Devonshire Mixes", de todas as canções do álbum, exceto "Polly" e "Endless, Nameless". O quarto e quinto discos da edição Super Deluxe são versões em CD e DVD do concerto Live at the Paramount.

## Influências
O grande sucesso do álbum e do compacto do Nirvana abriu as portas para outras bandas de Seattle - aconteceu uma verdadeira corrida das grandes gravadoras para contratar os grupos de rock grunge, resultando numa onda renovadora, alterando os rumos do velho rock. Não é por acaso que alguns dos mais famosos álbuns dos anos 90 tiveram origem em Seattle, como Ten e Vs. do Pearl Jam, Dirt e Facelift do Alice in Chains, Superunknown e Badmotorfinger do Soundgarden, além dos discos do próprio Nirvana.

## Lista de faixas
Todas as canções compostas por Kurt Cobain, exceto onde indicado.

### LP e fita cassete
Lado 1
| N.º | Título                    | Duração |  |
| 1.  | "Smells Like Teen Spirit" | 5:01    |  |
| 2.  | "In Bloom"                | 4:14    |  |
| 3.  | "Come As You Are"         | 3:38    |  |
| 4.  | "Breed"                   | 3:03    |  |
| 5.  | "Lithium"                 | 4:16    |  |
| 6.  | "Polly"                   | 2:56    |  |

Lado 2
| N.º | Título                 | Duração |  |
| 1.  | "Territorial Pissings" | 2:23    |  |
| 2.  | "Drain You"            | 3:43    |  |
| 3.  | "Lounge Act"           | 2:36    |  |
| 4.  | "Stay Away"            | 3:32    |  |
| 5.  | "On A Plain"           | 3:16    |  |
| 6.  | "Something In The Way" | 3:52    |  |
| 7.  | "Endless, Nameless"    | 6:44    |  |

### CD
| N.º | Título                    | Compositor(es)                           | Duração |  |
| 1.  | "Smells Like Teen Spirit" | Kurt Cobain, Dave Grohl, Krist Novoselic | 5:01    |  |
| 2.  | "In Bloom"                |                                          | 4:14    |  |
| 3.  | "Come as You Are"         |                                          | 3:38    |  |
| 4.  | "Breed"                   |                                          | 3:03    |  |
| 5.  | "Lithium"                 |                                          | 4:16    |  |
| 6.  | "Polly"                   |                                          | 2:56    |  |
| 7.  | "Territorial Pissings"    |                                          | 2:23    |  |
| 8.  | "Drain You"               |                                          | 3:43    |  |
| 9.  | "Lounge Act"              |                                          | 2:36    |  |
| 10. | "Stay Away"               |                                          | 3:32    |  |
| 11. | "On a Plain"              |                                          | 3:16    |  |
| 12. | "Something in the Way"    |                                          | 3:52    |  |
| 13. | "Endless, Nameless"       |                                          | 6:44    |  |

- Em algumas prensagens do CD, a canção "Something in the Way" termina aos 3:52, mas, após 10 minutos de silêncio, inicia-se uma canção oculta, "Endless, Nameless", totalizando 20:36 minutos.

### Faixas extras da ediçãoDeluxecomemorativa do 20º aniversário
Disco 1
| lados-B |                         |         |  |
| N.º     | Título                  | Duração |  |
| 14.     | "Even In His Youth"     |         |  |
| 15.     | "Aneurysm"              |         |  |
| 16.     | "Curmudgeon"            |         |  |
| 17.     | "D-7" (live at the BBC) |         |  |
| 18.     | "Been A Son" (live)     |         |  |
| 19.     | "School" (live)         |         |  |
| 20.     | "Drain You" (live)      |         |  |
| 21.     | "Sliver" (live)         |         |  |
| 22.     | "Polly" (live)          |         |  |

Disco 2
| The Smart Studios Sessions |                                                |         |  |
| N.º                        | Título                                         | Duração |  |
| 1.                         | "In Bloom" (não lançada anteriormente)         |         |  |
| 2.                         | "Immodium (Breed)" (não lançada anteriormente) |         |  |
| 3.                         | "Lithium" (não lançada anteriormente)          |         |  |
| 4.                         | "Polly" (não lançada anteriormente)            |         |  |
| 5.                         | "Pay to Play"                                  |         |  |
| 6.                         | "Here She Comes Now"                           |         |  |
| 7.                         | "Dive" (não lançada anteriormente)             |         |  |
| 8.                         | "Sappy" (não lançada anteriormente)            |         |  |

| The Boombox Rehearsals |                                                    |         |  |
| N.º                    | Título                                             | Duração |  |
| 9.                     | "Smells Like Teen Spirit"                          |         |  |
| 10.                    | "Verse Chorus Verse" (não lançada anteriormente)   |         |  |
| 11.                    | "Territorial Pissings" (não lançada anteriormente) |         |  |
| 12.                    | "Lounge Act" (não lançada anteriormente)           |         |  |
| 13.                    | "Come As You Are"                                  |         |  |
| 14.                    | "Old Age" (não lançada anteriormente)              |         |  |
| 15.                    | "Something In The Way" (não lançada anteriormente) |         |  |
| 16.                    | "On A Plain" (não lançada anteriormente)           |         |  |

| BBC Sessions |                                                    |         |  |
| N.º          | Título                                             | Duração |  |
| 17.          | "Drain You" (não lançada anteriormente)            |         |  |
| 18.          | "Something In The Way" (não lançada anteriormente) |         |  |

### Faixas extras da ediçãoSuperdeluxecomemorativa do 20º aniversário
Disco 3
| The Devonshire Mixes (não lançado anteriormente) |                           |         |  |
| N.º                                              | Título                    | Duração |  |
| 1.                                               | "Smells Like Teen Spirit" |         |  |
| 2.                                               | "In Bloom"                |         |  |
| 3.                                               | "Come As You Are"         |         |  |
| 4.                                               | "Breed"                   |         |  |
| 5.                                               | "Lithium"                 |         |  |
| 6.                                               | "Polly"                   |         |  |
| 7.                                               | "Territorial Pissings"    |         |  |
| 8.                                               | "Drain You"               |         |  |
| 9.                                               | "Lounge Act"              |         |  |
| 10.                                              | "Stay Away"               |         |  |
| 11.                                              | "On A Plain"              |         |  |
| 12.                                              | "Something In The Way"    |         |  |

Disco 4 & DVD
| Live at the Paramount (não lançado anteriormente) |                                       |         |  |
| N.º                                               | Título                                | Duração |  |
| 1.                                                | "Jesus Doesn't Want Me For A Sunbeam" |         |  |
| 2.                                                | "Aneurysm"                            |         |  |
| 3.                                                | "Drain You"                           |         |  |
| 4.                                                | "School"                              |         |  |
| 5.                                                | "Floyd The Barber"                    |         |  |
| 6.                                                | "Smells Like Teen Spirit"             |         |  |
| 7.                                                | "About A Girl"                        |         |  |
| 8.                                                | "Polly"                               |         |  |
| 9.                                                | "Breed"                               |         |  |
| 10.                                               | "Sliver"                              |         |  |
| 11.                                               | "Love Buzz"                           |         |  |
| 12.                                               | "Lithium"                             |         |  |
| 13.                                               | "Been A Son"                          |         |  |
| 14.                                               | "Negative Creep"                      |         |  |
| 15.                                               | "On A Plain"                          |         |  |
| 16.                                               | "Blew"                                |         |  |
| 17.                                               | "Rape Me"                             |         |  |
| 18.                                               | "Territorial Pissings"                |         |  |
| 19.                                               | "Endless, Nameless"                   |         |  |

| DVD extras |                                           |         |  |
| N.º        | Título                                    | Duração |  |
| 1.         | "Smells Like Teen Spirit" (vídeo musical) |         |  |
| 2.         | "Come As you Are" (vídeo musical)         |         |  |
| 3.         | "Lithium" (vídeo musical)                 |         |  |
| 4.         | "In Bloom" (vídeo musical)                |         |  |

## Créditos
Lista-se abaixo os profissionais envolvidos na elaboração de Nevermind, de acordo com o encarte do disco:
Nirvana
- Kurt Cobain (creditado na "foto do macaco" como Kurdt Kobain) → vocais principais e de apoio, guitarra, violão em "Polly" e "Something in the Way", fotografias
- Krist Novoselic (creditado como Chris Novoselic) → baixo, voz na introdução de "Territorial Pissings"
- Dave Grohl → bateria, vocais de apoio

Músicos adicionais
- Chad Channing → címbalos em "Polly", tambores no "Smart Studios Sessions" (edição deluxe)
- Kirk Canning → violoncelo em "Something in the Way"

Técnicos e arte
- Craig Doubet → assistência de engenharia, mixer
- Spencer Elden → criança presente na capa
- Robert Fisher → capa, direção de arte, design, design da capa
- Michael Lavine → fotografia
- Bob Ludwig → masterização (edição comemorativa de 20 anos)
- Jeff Sheehan → assistência de engenharia
- Butch Vig → co-produção, produção, engenharia
- Andy Wallace → mixer
- Howie Weinberg → masterização
- Kirk Weddie → fotografia da capa

## Desempenho nas tabelas musicais
| Tabela musical (1992)                                         | Melhor posição |
| ------------------------------------------------------------- | -------------- |
| Alemanha (Media Control Charts)                               | 3              |
| Austrália (ARIA Charts)                                       | 2              |
| Áustria (Ö3 Austria Top 40)                                   | 2              |
| Bélgica (Ultratop 50 de Flandres)[A]                          | 14             |
| Bélgica (Ultratop 40 da Valônia)[A]                           | 7              |
| Canadá (Canadian Albums Chart)                                | 1              |
| Dinamarca (Tracklisten)[A]                                    | 16             |
| Espanha (Productores de Música de España)                     | 2              |
| Estados Unidos (Billboard 200)                                | 1              |
| Finlândia (IFPI Finlândia)[A]                                 | 41             |
| França (Syndicat National de l'Édition Phonographique)        | 1              |
| Hungria (Magyar Hanglemezkiadók Szövetsége)                   | 12             |
| Itália (Federazione Industria Musicale Italiana[A]            | 20             |
| Japão (Oricon)[A]                                             | 26             |
| México (Mexican Albums Chart)[A]                              | 43             |
| Nova Zelândia (Recording Industry Association of New Zealand) | 2              |
| Noruega (VG-lista)                                            | 2              |
| Países Baixos (MegaCharts)                                    | 3              |
| Portugal (Associação Fonográfica Portuguesa)[A]               | 1              |
| Reino Unido (UK Albums Chart)                                 | 7              |
| Suécia (Sverigetopplistan)                                    | 1              |
| Suíça (Schweizer Hitparade)                                   | 2              |

| Tabela musical (1990–1999)     | Posição |
| ------------------------------ | ------- |
| Estados Unidos (Billboard 200) | 32      |

| País                       | Certificação |
| -------------------------- | ------------ |
| Alemanha (BVMI)            | 2× Platina   |
| Argentina (CAPIF)          | 3× Platina   |
| Austrália (ARIA)           | 5× Platina   |
| Áustria (IFPI)             | Platina      |
| Bélgica (BEA)              | 3× Platina   |
| Brasil (Pro-Música Brasil) | Platina      |
| Canadá (MC)                | Diamante     |
| Estados Unidos (RIAA)      | Diamante     |
| França (SNEP)              | Diamante     |
| Finlândia (IFPI)           | Ouro         |
| Itália (FIMI)              | Ouro         |
| Japão (RIAJ)               | 3× Platina   |
| México (AMPROFON)          | 2× Ouro      |
| Nova Zelândia (RIANZ)      | 7× Platina   |
| Polónia (ZPAV)             | Platina      |
| Reino Unido (BPI)          | 5× Platina   |
| Suécia (IFPI)              | 2× Platina   |
| Suíça (IFPI)               | Platina      |